# Radical 17
El radical 17, representado por el carácter Han 凵, es uno de los 214 radicales del diccionario de Kangxi. En mandarín estándar es llamado 凵部　(qū bù), en japonés es llamado 凵部, かんぶ　(kanbu), y en coreano 감 (gam). Es llamado en los textos occidentales radical «caja abierta». El radical 17 aparece siempre rodeando la parte inferior y los lados de los caracteres que representa (por ejemplo en el carácter 函).

## Nombres populares
- Mandarín estándar: 凵部, qū bù.
- Coreano:위튼입구부, witeun ip gu bu, «radical “boca” (口) abierto por arriba».
- Japonés: 凵繞（かんにょう）, kannyō, «radical kan rodeando la parte inferior»;[1] 受け箱（うけばこ）, «buzón».[2]
- En occidente: Radical «caja abierta», radical «boca abierta», radical «marco inferior de tres lados».

## Caracteres con el radical 17
| trazos | carácter       |
| ------ | -------------- |
| + 0    | 凵             |
| + 2    | 凶             |
| + 3    | 凷 凸 凹 出 击 |
| + 4    | 凼             |
| + 6    | 函             |
| + 7    | 凾             |
| + 10   | 凿             |

## Galería
| Estilos antiguos                                 | Estilos antiguos                  | Estilos antiguos                        | Estilos antiguos                   | Estilos antiguos                   | Estilos empleados actualmente       | Estilos empleados actualmente  | Estilos empleados actualmente    | Estilos empleados actualmente   | Estilos empleados actualmente  |
|                                                  |                                   |                                         |                                    |                                    |                                     | 凵                             |                                  |                                 |                                |
| 甲骨文 jiǎgǔwén (escritura de huesos oraculares) | 金文 jīnwén (escritura de bronce) | 简帛 jiǎnbó (escritura de bambú y seda) | 篆文 zhuànwén (escritura de sello) | 篆文 zhuànwén (escritura de sello) | 隸書 lìshū (estilo de los escribas) | 楷書 kǎishū (estilo regular)   | 楷書 kǎishū (estilo regular)     | 行書 xǐngshū (estilo corriente) | 草書 cǎoshū (estilo de hierba) |
| 甲骨文 jiǎgǔwén (escritura de huesos oraculares) | 金文 jīnwén (escritura de bronce) | 简帛 jiǎnbó (escritura de bambú y seda) | 大篆 dàzhuàn (sello grande)        | 小篆 xiǎozhuàn (sello pequeño)     | 隸書 lìshū (estilo de los escribas) | 繁體／繁体 fántǐ (tradicional) | 简体／簡體 jiǎntǐ (simplificado) | 行書 xǐngshū (estilo corriente) | 草書 cǎoshū (estilo de hierba) |